# Cavendish (Adelsgeschlecht)

Wappen der Familie Cavendish

Cavendish ist der Name einer britischen Adelsfamilie, die aus dem Ort Cavendish in Suffolk, England, stammt und nach diesem benannt ist.
Die Familie war seit dem 16. Jahrhundert eine der reichsten und einflussreichsten aristokratischen Familien Englands. Sie geht zurück auf Sir John Cavendish (um 1346–1381). Aktuelles Oberhaupt der Familie ist Peregrine Cavendish, 12. Duke of Devonshire (* 1944). Stammsitz ist Chatsworth House bei Bakewell in Derbyshire.

## Adelstitel
Mitglieder der Familie hatten bzw. haben folgende Adelstitel inne:
- Duke of Devonshire
- Duke of Newcastle
- Marquess of Hartington
- Marquess of Newcastle-upon-Tyne
- Earl of Burlington
- Earl of Devonshire
- Earl of Newcastle-upon-Tyne
- Earl of Ogle
- Viscount Mansfield
- Baron Cavendish of Bolsover
- Baron Cavendish of Furness
- Baron Cavendish of Hardwick
- Baron Cavendish of Keighley
- Baron Chesham
- Baron Clifford
- Baron Ogle
- Baron Waterpark
- Cavendish Baronet, of Doveridge
- Clifford Baronet, of the Navy

## Stammliste
1. Sir John Cavendish of Cavendish Overhall (um 1346–1381), Chief Justice of the King’s Bench, Treasurer, ⚭ Alice Odyngseles (Tochter des John de Odyngseles)
  1. Sir Andrew Cavendish of Cavendish Overhall, Sheriff of Norfolk and Suffolk († 1396), ⚭ Rose
    1. William Cavendish of Cavendish Overhall

  2. Sir John Cavendish (* um 1374), ⚭ Joan Clopton (* um 1374, Tochter des Sir William Clopton of Clopton)
    1. William Cavendish of Cavendish Overhall († 1433), ⚭ Joan Staventon (* um 1406)
      1. Thomas Cavendish of Cavendish Overhall (um 1430–1477), ⚭ Katherine Scudamore († 1489)
        1. Thomas Cavendish of Cavendish Overhall (um 1472–1523), ⚭ Alice Smith († 1515, Tochter des John Smith of Podbrook Hall)
          1. George Cavendish of Cavendish Overhall († um 1562)
            1. William Cavendish of Cavendish Overhall
            2. Ralph Cavendish

          2. Sir William Cavendish of Chatsworth († 1557), ⚭ a) Margaret Bostock (Tochter des Edmund Bostock of Walcroft), ⚭ b) Elizabeth Conyngsby (Tochter des Thomas Conyngsby), ⚭ c) Elizabeth Hardwick († 1607, Tochter des John Hardwick of Hardwick Hall)
            1. a) vier Töchter
            2. b) zwei Töchter
            3. c) Henry Cavendish of Tutbury Priory (1550–1616), ⚭ Grace Talbot († nach 1625, Tochter des George Talbot, 6. Earl of Shrewsbury)
              1. Ane Cavendish, ⚭ Vincent Lowe
              2. Henry Cavendish, ⚭ Bridget Willoughby
                1. Charles Cavendish
                2. Grace Cavendish
                3. Mary Cavendish, ⚭ John Broughton
                4. Bridget Cavendish (* 1613), ⚭ Samuel Mason
                5. Francis Cavendish (1618–1650), ⚭ a) Dorothy Bullock, ⚭ b) Dorothy Broughton
                  1. a) Dorothy Cavendish, ⚭ Gervase Nevill
                  2. b) Henry Cavendish (1648–1698), ⚭ Mary Tyrrell
                    1. Anne Cavendish († 1707), ⚭ Brooke Boothby
                    2. Dorothy Cavendish, ⚭ William Calton
                    3. Elizabeth Cavendish († 1731), ⚭ a) Richard Horwell, ⚭ b) Samuel Oldfield
                    4. Margaret Cavendish, ⚭ Rayner Bate
                    5. Henrietta Cavendish, ⚭ Richard Wilmot
                    6. William Cavendish (* 1682), ⚭ a) Mary Tyrell, ⚭ b) Elizabeth Holt
                      1. a) James Cavendish
                        1. James Cavendish
                          1. Theodosia Cavendish, ⚭ Allen Hurrell

                      2. a) Frances Cavendish, ⚭ Richard Green
                      3. a) Sir Henry Cavendish, 1. Baronet (1707–1776), ⚭ a) Catherine Prittie, ⚭ b) Anne Pyne
                        1. a) James Cavendish († 1776), ⚭ Harriet Coote
                        2. b) Caroline Cavendish, ⚭ George Quin
                        3. b) Pyne Cavendish, ⚭ Maurice Crosbie
                        4. b) Anne Cavendish, ⚭ Sir Simon Bradstreet, 2. Baronet
                        5. b) Frances Cavendish, ⚭ Sir Frederick Flood, 1. Baronet
                        6. b) Catherine Cavendish, ⚭ Thomas Burroughs
                        7. b) Sir Henry Cavendish, 2. Baronet (1732–1804), ⚭ Sarah Bradshaw, 1. Baroness Waterpark → Nachkommen siehe unten; Linie der Barone Waterpark

                  3. b) Charles Cavendish (* 1649/50)

              3. Thomas Cavendish
              4. Charles Cavendish
              5. William Cavendish
              6. Augustin Cavendish
              7. Audrey Cavendish
              8. Elizabeth Cavendish

          3. William Cavendish, 1. Earl of Devonshire (1552–1626), ⚭ a) Anne Keighley (Tochter des Henry Keighley of Keighley), ⚭ b) Elizabeth Boughton (Tochter des Edward Boughton of Causton) → Nachkommen siehe unten; Linie der Earls und Dukes of Devonshire
          4. Sir Charles Cavendish of Stoke and Welbeck Abbey (um 1553–1617), ⚭ a) Margaret Kitson (Tochter des Sir Thomas Kitson of Hengrave), ⚭ b) Catherine Ogle, 8. Baroness Ogle (um 1570–1629)
            1. b) William Cavendish, 1. Duke of Newcastle (1592–1676), ⚭ a) Elizabeth Basset († 1643, Tochter des William Basset of Blore), ⚭ b) Margaret Lucas → Nachkommen siehe unten; Linie der Dukes of Newcastle
            2. Charles Cavendish (1591–1654), Mathematiker

          5. Frances Cavendish, ⚭ Sir Henry Pierrepont
          6. Elizabeth Cavendish, ⚭ Charles Stuart, 5. Earl of Lennox (1555–1576)
          7. Mary Cavendish, ⚭ Gilbert Talbot, 7. Earl of Shrewsbury (1552–1616)
          8. Mary Cavendish

        2. George Cavendish of Cavendish Overhall († 1562)
          1. William Cavendish of Cavendish Overhall
          2. Ralph Cavendish

      2. William Cavendish

    2. Robert († 1439)
    3. Walter

  3. N.N. (Tochter)
2. Roger Cavendish
  1. [...]
    1. William Cavendish
      1. Sir Thomas Cavendish (1555–1592), englischer Entdecker und Freibeuter

### Linie der Barone Waterpark
1. Sir Henry Cavendish, 2. Baronet (1732–1804), ⚭ Sarah Bradshaw, 1. Baroness Waterpark → Vorfahren siehe oben
  1. Anne Cavendish († 1863), ⚭ James Browne, 2. Baron Kilmaine
  2. Catherine Cavendish († 1800), ⚭ Baron Frederick de Ville
  3. Deborah Cavendish, ⚭ Sir Richard Musgrave, 1. Baronet
  4. Sarah Cavendish († 1849), ⚭ Arthur Annesley, 1. Earl of Mountnorris
  5. Richard Cavendish, 2. Baron Waterpark (1765–1830), ⚭ Juliana Cooper
    1. Sarah Cavendish († 1874), ⚭ Sir George Philips, 2. Baronet
      1. Augustus Cavendish († 1863), ⚭ Mary Legh
        1. Thomas Cavendish (* 1841)

      2. Thomas Cavendish († 1859), ⚭ Sophia Robinson
      3. Juliana Cavendish († 1865), ⚭ Frederick Taylor
      4. Catherine Cavendish († 1863), ⚭ William Spring
      5. Henry Cavendish, 3. Baron Waterpark (1793–1863), ⚭ Elizabeth Anson (Tochter des Thomas Anson, 1. Viscount Anson)
        1. Eliza Cavendish (1838–1921), ⚭ Haughton Okeover
        2. Henry Cavendish, 4. Baron Waterpark (1839–1912), ⚭ Emily Stenning
          1. Mary Cavendish († 1967), ⚭ George Borwick
          2. Winifred Cavendish († 1971), ⚭ George Strutt
          3. Norah Cavendish († 1932)
          4. Henry Cavendish (1875–1897)
          5. Charles Cavendish, 5. Baron Waterpark (1883–1932)

        3. Adelaide Cavendish (1841–1925), ⚭ Samuel Clowes
        4. Susan Cavendish (1843–1906)

      6. Richard Cavendish († 1876), ⚭ Elizabeth Hart
        1. Marianne Cavendish († 1888), ⚭ a) Thomas FitzGerald, ⚭ b) John Jones
        2. Catherine Cavendish († 1931), ⚭ Thomas Maunsell
        3. Emily Cavendish († 1929), ⚭ Francis Mundy
        4. Elizabeth Cavendish († 1904), ⚭ Sir William Smith-Marriott, 5. Baronet
        5. Cecilia Cavendish († 1909), ⚭ Edward Cousins
        6. William Cavendish (1843–1878), ⚭ Cecilia Kennedy
          1. Elizabeth Cavendish († 1907)
          2. Henry Cavendish, 6. Baron Waterpark (1876–1948), ⚭ a) Isabel Jay, ⚭ b) May Burbidge
            1. a) Cecilia Cavendish (* 1903), ⚭ James Anderson
            2. b) Margaret Cavendish (1907–2010), ⚭ Wallace Leaver
            3. b) Winifred Cavendish (1909–1999), ⚭ Albert Cavendish-Tribe

          3. Frederick Cavendish (1877–1931), ⚭ Enid Lindeman
            1. Patricia Cavendish (* 1925), ⚭ a) Frank Thomas O’Neill, ⚭ b) Count Aymon de Roussy de Sales, ⚭ c) Frank O’Neill
            2. Frederick Cavendish, 7. Baron Waterpark (1926–2013), ⚭ Danièle Guirche
              1. Caroline Cavendish (* 1952), ⚭ George Goulding
              2. Juliet Cavendish (* 1953), ⚭ Charles Nicholson
              3. Roderick Cavendish, 8. Baron Waterpark (* 1959), ⚭ Anne Asquith
                1. Luke Cavendish (* 1990)
                2. Tom Cavendish (* 1997)

        7. Charles Cavendish (1849–1903), ⚭ Elizabeth Dickinson
          1. Tyrell Cavendish (1875–1912), ⚭ Julia Siegel
            1. Henry Cavendish (1908–1995), ⚭ Diana Ryle
              1. William Cavendish (* 1940)

            2. Geoffrey Cavendish (* 1910), ⚭ Caecilia Pharazyn
              1. Caroline Cavendish († 1938), ⚭ Charles Aliaga-Kelly
              2. Caecilia Cavendish (* 1941), ⚭ Henry Rokeby-Johnson

      7. George Cavendish (1796–1865), britischer Vizeadmiral, ⚭ Caroline Prideaux-Brune
        1. Frances Cavendish († 1920)

      8. Frederick Cavendish (1800–1877)

  6. George Cavendish (1766–1849), ⚭ a) Letitia Caulfeild, ⚭ b) Catherine Smyth
  7. Augustus Bradshaw (* 1768), ⚭ Marianne Jeffereys
  8. Frederick Cavendish (1777–1856), ⚭ a) Lady Eleanor Gore, ⚭ b) Agnes Macdonnell
    1. a) Sarah Cavendish († 1874), ⚭ Joseph Macdonnell
    2. a) Catherine Cavendish († 1889), ⚭ Roger Palmer
    3. a) Louisa Cavendish († 1834), ⚭ Joseph Morris
    4. a) Eleanor Cavendish († 1866), ⚭ a) Walter Burke, ⚭ b) Oliver Jackson
    5. a) Frederick Cavendish (* 1803), ⚭ a) Anne Morris, ⚭ b) Anne Armstrong
    6. b) Alexander Cavendish (* 1819)
    7. b) John Cavendish (* 1820)
    8. b) Richard Cavendish (* 1823)

### Linie der Earls und Dukes of Devonshire
1. William Cavendish, 1. Earl of Devonshire (1552–1626), ⚭ a) Anne Keighley (Tochter des Henry Keighley of Keighley), ⚭ b) Elizabeth Boughton (Tochter des Edward Boughton of Causton) → Vorfahren siehe oben
  1. a) William Cavendish, 2. Earl of Devonshire (1591–1628), ⚭ Christiana Bruce (Tochter des Edward Bruce, 1. Lord Kinloss)
    1. Anne Cavendish (* 1611), ⚭ Robert Rich, 3. Earl of Warwick
    2. William Cavendish, 3. Earl of Devonshire (1617–1684), ⚭ Lady Elizabeth Cecil (1619–1689, Tochter des William Cecil, 2. Earl of Salisbury)
      1. William Cavendish, 1. Duke of Devonshire (1640–1707), ⚭ Lady Mary Butler (1646–1710, Tochter des James Butler, 1. Duke of Ormonde)
        1. Lady Elizabeth Cavendish (1670–1741), ⚭ Sir John Wentworth, 1. Baronet
        2. William Cavendish, 2. Duke of Devonshire (1672–1729), ⚭ Rachel Russell (1674–1725)
          1. William Cavendish, 3. Duke of Devonshire (1698–1755), ⚭ Catherine Hoskins († 1777)
            1. Lady Caroline Cavendish (1719–1760), ⚭ William Ponsonby, 2. Earl of Bessborough
            2. William Cavendish, 4. Duke of Devonshire (1720–1764), ⚭ Charlotte Boyle, 6. Baroness Clifford (1731–1754)
              1. William Cavendish, 5. Duke of Devonshire (1748–1811), ⚭ a) Lady Georgiana Spencer, ⚭ b) Lady Elizabeth Hervey
                1. a) Lady Georgiana Cavendish (1783–1858), ⚭ George Howard, 6. Earl of Carlisle
                2. a) Lady Harriet Cavendish (1785–1862), ⚭ Granville Leveson-Gower, 1. Earl Granville
                3. a) William Cavendish, 6. Duke of Devonshire (1790–1858)
                4. b) (illegitim) Caroline St. Jules (1785–1862) ⚭ George Lamb (Sohn des Peniston Lamb, 1. Viscount Melbourne)
                5. b) (illegitim) Sir Augustus Clifford, 1. Baronet (1788–1877), britischer Admiral
                  1. Sir William Clifford, 2. Baronet (1814–1882)
                  2. Sir Robert Clifford, 3. Baronet (1815–1892), ⚭ Emmelina Lowe
                    1. Rosalie Clifford († 1921)
                    2. Rosamond Clifford († 1911), ⚭ Luigi Nessi
                    3. Caroline Clifford († 1951), ⚭ Charles Dormer, 14. Baron Dormer

                  3. Sir Charles Clifford, 4. Baronet (1821–1895)
                  4. Isabella Clifford
                  5. Elizabeth Clifford († 1841)
                  6. Frances Clifford († 1859)
                  7. Augusta Clifford († 1931)

              2. Lady Dorothy Cavendish (1750–1794), ⚭ William Cavendish-Bentinck, 3. Duke of Portland
              3. Lord Richard Cavendish (um 1751–1781)
              4. George Cavendish, 1. Earl of Burlington (1754–1834), ⚭ Lady Elizabeth Compton (Tochter des Charles Compton, 7. Earl of Northampton)
                1. Lady Caroline Cavendish († 1867)
                2. William Cavendish (1783–1812), ⚭ Louisa O’Callaghan († 1863), Tochter des Cornelius O’Callaghan, 1. Baron Lismore
                  1. Lady Fanny Cavendish († 1885), ⚭ Frederick Howard
                  2. William Cavendish, 7. Duke of Devonshire (1808–1891), ⚭ Lady Blanche Georgiana Howard
                    1. Lady Louisa Cavendish († 1907), ⚭ Francis Egerton
                    2. William Cavendish (1831–1834)
                    3. Spencer Cavendish, 8. Duke of Devonshire (1833–1908), ⚭ Luise von Alten
                    4. Lord Frederick Cavendish (1836–1882), ⚭ Lucy Lyttelton
                    5. Lord Edward Cavendish (1838–1891), ⚭ Emma Lascelles
                      1. Victor Cavendish, 9. Duke of Devonshire (1868–1938), ⚭ Lady Evelyn Petty-FitzMaurice
                        1. Edward Cavendish, 10. Duke of Devonshire (1895–1950), ⚭ Lady Mary Gascoyne-Cecil
                          1. William Cavendish, Marquess of Hartington (1917–1944), ⚭ Kathleen Kennedy (Schwester von US-Präsident John F. Kennedy)
                          2. Andrew Cavendish, 11. Duke of Devonshire (1920–2004), ⚭ Deborah Freeman-Mitford
                            1. Lady Emma Cavendish (* 1943), ⚭ Tobias Tennant
                            2. Peregrine Cavendish, 12. Duke of Devonshire (* 1944), ⚭ Amanda Heywood-Lonsdale * 18. April 1944
                              1. William Cavendish, Earl of Burlington (* 1969), ⚭ Laura Roundell *1972
                                1. Lady Maude Cavendish (* 2009)
                                2. James Cavendish, Lord Cavendish (* 2010)
                                3. Lady Eleanor Myrtle Cavendish (* 2013)

                              2. Lady Celina Cavendish (* 1971) m.3. Juni 1995 Alexander Corfield Key Carter, *1971
                              3. Lady Jasmine Cavendish (* 1973) m.Lismore, Ireland 25. Juli 2003 Nicholas Dunne

                            3. Lord Victor Cavendish (1947–1947)
                            4. Lady Mary Cavendish (1953–1953)
                            5. Lady Sophia Cavendish (* 1957), ⚭ Alastair Morrison, 3. Baron Margadale

                          3. Mary Cavendish (1922–1922)
                          4. Lady Elizabeth Cavendish (* 1926)
                          5. Lady Anne Cavendish (1927–2010), ⚭ Michael Tree

                        2. Lady Maud Cavendish (1896–1975), ⚭ a) Angus Mackintosh of Mackintosh, ⚭ b) George Evan Michael Baillie
                        3. Lady Blanche Cavendish (1898–1987), ⚭ Ivan Cobbold
                        4. Lady Dorothy Cavendish (1900–1966), ⚭ Harold Macmillan, 1. Earl of Stockton
                        5. Lady Rachel Cavendish (1902–1977), ⚭ James Stuart, 1. Viscount Stuart of Findhorn
                        6. Lord Charles Cavendish (1905–1944), ⚭ Adele Astaire (1896–1981)
                        7. Lady Anne Cavendish (1909–1981), ⚭ a) Henry Hunloke, ⚭ b) Christopher Holland-Martin, ⚭ c) Alexander Montagu, 10. Earl of Sandwich

                      2. Lord Richard Cavendish (1871–1946), ⚭ Lady Moyra Beauclerk
                        1. Elizabeth Cavendish (1897–1982)
                        2. Alix Cavendish (1901–1925)
                        3. Mary Katherine Cavendish (1903–1994)
                        4. John Cavendish (1907–1908)
                        5. Diana Cavendish (1909–1992)
                        6. Sybil Cavendish (1915–2004)
                        7. Richard Cavendish (1917–1972), ⚭ Pamela Thomas
                          1. Georgiana Cavendish (* 1939)
                          2. Hugh Cavendish, Baron Cavendish of Furness (* 1941), ⚭ Grania Caulfeild
                            1. Frederick Cavendish (* 1972)
                            2. Lucy Cavendish (* 1973)
                            3. Emily Moyra Cavendish (* 1980) m.2005 Benjamin Harper

                          3. Harriet Cavendish (* 1944)
                          4. Susan Cavendish (* 1949)
                          5. Edward Cavendish (* 1955), ⚭ Anna Frances Shelley
                            1. Elizabeth Cavendish (* 1985)
                            2. Georgiana Cavendish (* 1988)

                      3. John Cavendish (1875–1914)

                  3. Lord George Cavendish (1810–1880), ⚭ Lady Louisa Lascelles
                    1. Alice Cavendish († 1905)
                    2. Susan Cavendish (1846–1909)

                  4. Lord Richard Cavendish (1812–1873)

                3. George Cavendish (1784–1809)
                4. Lady Anne Cavendish (1787–1871), ⚭ Lord Charles FitzRoy
                5. Henry Cavendish (1789–1873), britischer General, ⚭ a) Sarah Fawkener, ⚭ b) Frances Susan Lambton, ⚭ c) Susanna Emma Byerlie
                  1. a) Elizabeth Cavendish († 1892)
                  2. a) Sarah Cavendish (1813–1881)
                  3. a) William Cavendish (1817–1881), ⚭ Lady Emily Lambton
                    1. Susan Cavendish († 1917)
                    2. Henry Cavendish (1854–1928), ⚭ Lady Harriet Osborne
                      1. Emily Cavendish (1890–1976)
                      2. Evelyn Cavendish (* 1892)
                      3. Henry Cavendish (1893–1956), ⚭ Dola Frances Dunsmuir
                      4. George Cavendish (* 1895), ⚭ Mary Wurts

                    3. Cecil Cavendish (1855–1931), ⚭ Maud Halliday
                      1. Frederick Cavendish (1891–1936), ⚭ Milla Grant
                        1. Anne Cavendish (1920–1995)
                        2. Jean Cavendish (* 1932)

                      2. Bruce Cavendish (1894–1894)
                      3. Ronald Cavendish (1896–1943), ⚭ Violet Boucher
                        1. Peter Cavendish (* 1925), ⚭ Marion Constantine
                          1. Ronald Cavendish (* 1954), ⚭ Rosemary Lancaster
                            1. Nicholas Cavendish (* 1993)
                            2. Maia Cavendish (* 1995)

                          2. Mark Cavendish (* 1955)
                          3. Rupert Cavendish (* 1962), ⚭ Lesley Buckle
                            1. Sarah Cavendish (* 1991)

                        2. Robin Cavendish (1930–1994), ⚭ Diana Blacker
                          1. Jonathon Cavendish (* 1959), ⚭ Lesley Rogers
                            1. Theodore Cavendish (* 1996)
                            2. Polly Cavendish (* 1996)
                            3. Willow Cavendish (* 1996)

                      4. Charles Cavendish (* 1902), ⚭ Nancy Redstone
                        1. Susan Cavendish (* 1939)
                        2. Rosalind Cavendish (* 1945)

                  4. b) Henry Cavendish († 1839)
                  5. b) Francis Cavendish (1820–1893), ⚭ a) Lady Eleanor FitzGibbon, ⚭ b) Ianthe Skyring
                    1. a) Reginald Cavendish (1857–1941), ⚭ Mary Dupuis
                      1. George Cavendish (1881–1884)
                      2. Rachel Cavendish (1882–1939)
                      3. Godfrey Cavendish (1884–1914), ⚭ Cora Horsford
                        1. Godfrey Cavendish (1912–1958), ⚭ Angela Officer
                          1. Diana Cavendish (* 1954)
                          2. Caroline Cavendish (* 1956)

                        2. Hubert Gordon Compton Cavendish (1913–1993), ⚭ Beaujolois Wodehouse
                          1. Beaujolois Cavendish (* 1947)
                          2. Richard Cavendish (* 1949), ⚭ a) Jill Baker, ⚭ b) Susan Thomas
                            1. a) Susanna Cavendish (* 1974)
                            2. a) Charles Cavendish (* 1975)
                            3. b) Theresa Cavendish (* 1983)

                      4. Richard Cavendish (1885–1941)
                      5. Diana Cavendish (1887–1962)
                      6. Beatrix Cavendish (1888–1973)
                      7. Dorothy Cavendish (1891–1965)

                    2. a) Alfred Cavendish (1859–1943), ⚭ Alice van der Byl
                      1. Ralph Cavendish (1887–1968), ⚭ Lady Ponsonby
                        1. Edward Cavendish (1928–1947)

                    3. a) Ernest Cavendish (1863–1946), ⚭ Jessie Jenkins
                      1. Alwyn Cavendish (1890–1928), ⚭ Muriel Heaton-Ellis
                        1. Charles Cavendish (1919–2009), ⚭ Esther Crookshank
                          1. William Cavendish (* 1956), ⚭ Margaret MacDonald
                            1. Monica Cavendish (* 1988)
                            2. Myles Cavendish (* 1991)

                          2. Mark Cavendish (* 1958), ⚭ Sarah Formby
                            1. George Cavendish (* 1989)
                            2. Katharine Cavendish (* 1991)
                            3. Edward Cavendish (* 1994)

                    4. b) Nigel Cavendish (1879–1949)

                  6. b) Charles Cavendish (1822–1890), ⚭ a) Louisa Cockburn, ⚭ b) Mary Gregg
                    1. a) Louis Cavendish (1864–1890)
                    2. b) Charles Cavendish (1874–1946)

                  7. b) George Cavendish (1824–1889), ⚭ Emily Rumbold
                    1. Emily Cavendish († 1922)
                    2. William Cavendish (1849–1919), ⚭ Edith Chivers
                      1. Georgina Cavendish (* 1875), ⚭ Winsloe Hall
                      2. Charles Cavendish (1878–1939), ⚭ Ruth Smith
                        1. Richard Cavendish (* 1916), ⚭ Elizabeth Adamson
                          1. Anthony Cable (* 1942)

                        2. Sheelah Cavendish (1917–1965)

                      3. Edith Cavendish (* 1881)
                      4. Louisa Cavendish (* 1882)
                      5. Alice Cavendish (* 1884)
                      6. William Cavendish (1886–1965)

                  8. b) Caroline Cavendish (1826–1910)

                6. Charles Cavendish, 1. Baron Chesham (1793–1863), ⚭ Lady Catherine Gordon (Tochter des George Gordon, 9. Marquess of Huntly) → Nachkommen siehe unten; Linie der Barone Chesham

            3. Lord George Cavendish († 1794)
            4. Lady Elizabeth Cavendish (vor 1727–1796), ⚭ Hon. John Ponsonby
            5. Lord Frederick Cavendish (um 1729–1803), britischer Feldmarschall
            6. Lord John Cavendish (1734–1796)
            7. Lady Rachel Cavendish (1727–1805), ⚭ Horatio Walpole, 1. Earl of Orford

          2. Lady Rachel Cavendish (1699–1780), ⚭ Sir William Morgan
          3. Lady Elizabeth Cavendish (1700–1747), ⚭ Sir Thomas Lowther, 2. Baronet
          4. Lord James Cavendish (1701–1741)
          5. Lord Charles Cavendish (1704–1783), ⚭ Anne Grey
            1. Frederick Cavendish
            2. Henry Cavendish (1731–1810) britischer Naturwissenschaftler

        3. Lord Henry Cavendish, ⚭ Rhoda Cartwright († 1730)
          1. Mary Cavendish (1700–1778), ⚭ John Fane, 7. Earl of Westmorland

        4. Lord James Cavendish († 1751), ⚭ Anne Yale († 1734)
          1. William Cavendish († 1751), ⚭ Barbara Chandler
          2. Elizabeth Cavendish, ⚭ Richard Chandler

      2. Charles († 1671)
      3. Lady Anne Cavendish (um 1650–1703), ⚭ a) Charles Rich, Lord Rich, ⚭ b) John Cecil, 5. Earl of Exeter

    3. Charles Cavendish (1620–1643), royalistischer General

  2. a) Frances Cavendish (um 1593–1613), ⚭ William Maynard, 1. Baron Maynard
  3. a) Gilbert († jung)
  4. a) James († jung)
  5. b) John

#### Linie der Barone Chesham
1. Charles Cavendish, 1. Baron Chesham (1793–1863), ⚭ Lady Catherine Gordon (Tochter des George Gordon, 9. Marquess of Huntly) → Vorfahren siehe oben; Linie der Earls und Dukes of Devonshire
  1. Harriett Cavendish († 1892)
  2. William Cavendish, 2. Baron Chesham (1815–1882), ⚭ Henrietta Lascelles
    1. Charles Cavendish, 3. Baron Chesham (1850–1907), ⚭ Lady Beatrice Grosvenor
      1. Charles Cavendish (1878–1900)
      2. Lilah Cavendish (1884–1944)
      3. Marjorie Cavendish (1888–1897)
      4. John Cavendish, 4. Baron Chesham (1894–1952), ⚭ Margot Mills
        1. John Cavendish, 5. Baron Chesham (1916–1989), ⚭ Mary Marshall
          1. Joanna Cavendish (* 1938)
          2. Nicholas Cavendish, 6. Baron Chesham (1941–2009), ⚭ Suzanne Byrne
            1. Charles Cavendish, 7. Baron Chesham (* 1974), ⚭ Sarah Dawson
              1. Isabella Cavendish (* 2004)
              2. Oliver Cavendish (* 2007)
              3. Ophelia Cavendish (* 2010)

            2. William Cavendish (* 1980)

          3. Georgina Cavendish (* 1944)
          4. John Cavendish (* 1952)

    2. Georgina Cavendish (1853–1937)
    3. Mary Cavendish (1853–1937)
    4. Katherine Cavendish (1857–1941)
    5. William Cavendish (1862–1931), ⚭ Elizabeth Baillie
      1. Elizabeth Cavendish († 1974)
      2. Evan Cavendish (1891–1955), ⚭ Esmé Smyth
        1. Susan Cavendish (* 1924)
        2. Greville Cavendish (* 1925), ⚭ Hazel May
          1. Rupert Cavendish (* 1955)
          2. Piers Cavendish (* 1956), ⚭ Rose Olivier
            1. Georgia Claire Cavendish (* 1989)
            2. Patrick Cavendish (* 1990)

          3. Kiloran Cavendish (* 1959)

  3. Susan Cavendish (1817–1896)

### Linie der Dukes of Newcastle
1. William Cavendish, 1. Duke of Newcastle (1592–1676), ⚭ a) Elizabeth Basset († 1643, Tochter des William Basset of Blore), ⚭ b) Margaret Lucas → Vorfahren siehe oben
  1. a) Charles Cavendish, Viscount Mansfield († 1659), ⚭ Elizabeth Rogers (Tochter des Richard Rogers of Bryanston)
  2. a) Henry Cavendish, 2. Duke of Newcastle (1630–1691), ⚭ Frances Pierrepont (um 1630–1695, Tochter des William Pierrepont of Thoresby) → Linie erloschen
    1. Henry Cavendish, Earl of Ogle († 1680), ⚭ Elizabeth Percy (Tochter des Josceline Percy, 11. Earl of Northumberland)
    2. Elizabeth Cavendish (1654–1734), ⚭ a) Christopher Monk, 2. Duke of Albemarle (1653–1688), ⚭ b) Ralph Montagu, 1. Duke of Montague (1638–1709)
    3. Frances Cavendish, ⚭ John Campbell, 2. Earl of Breadalbane
    4. Margaret Cavendish (1661–1716), ⚭ John Holles, 4. Earl of Clare, Duke of Newcastle (1662–1711)
    5. Catherine Cavendish (1665–1712), ⚭ Thomas Tufton, 6. Earl of Thanet (1644–1729)
    6. Arabella Cavendish (1673–1698), ⚭ Charles Spencer, 3. Earl of Sunderland (1674–1722)

  3. a) Jane Cavendish (um 1622–1669), ⚭ Charles Cheney of Chesham Boys (1625–1698)
  4. a) Elizabeth Cavendish, ⚭ John Egerton, 2. Earl of Bridgewater († 1686)
  5. a) Frances Cavendish, ⚭ Oliver St. John, 2. Earl of Bolingbroke († 1688)